# Marineoberkommando
Un Marineoberkommando (MOK) est un commandement zonal de la marine allemande. Au cours de la Seconde Guerre mondiale, cinq commandements maritimes ont été créés.

## Contexte historique
Le 1er février 1943, la Kriegsmarine créa trois Marineoberkommandos, siglés MOK. Ils reprenaient les attributions des Marinestations créées au XIXe siècle, mais évoluèrent au fil de la guerre.

## Marineoberkommando Ost
Le "Commandement maritime Est", ou MOK Ost, couvrait la zone maritime de la mer Baltique. Créée par la Prusse le 1er mai 1854, la Marinestation der Ostsee avait son siège à Danzig. Il a été ensuite transféré à Kiel en mars 1865. Au cours de la Seconde Guerre mondiale, la zone maritime relevant de ce commandement s'est étendu vers l'est, jusqu'à la Finlande et le golfe de Botnie. L'amiral commandant est devenu Oberbefehlshaber, commandant en chef.
Pendant la Seconde Guerre mondiale, deux amiraux se sont succédé à la tête de ce commandement :
- Admiral Hubert Schmundt (en), du 22 juin 1943 au 29 février 1944 ;
- Admiral Oskar Kummetz, du 1er mars 1944 au 23 juillet 1945.

## Marineoberkommando Nord
Le "Commandement maritime Nord", ou MOK Nord, couvrait la zone maritime de la mer du Nord. La Marinestation der Nordsee, créée en mai 1870, avait son siège à Wilhelmshaven. Au cours de la Seconde Guerre mondiale, la zone maritime relevant de ce commandement s'est étendu vers la côte ouest du Danemark, les Pays-Bas et l'estuaire de l'Escaut. L'amiral commandant de zone est devenu Oberbefehlshaber, commandant en chef. 
Pendant la Seconde Guerre mondiale, un seul amiral a commandé la zone maritime Nord :
- Admiral Erich Förste (en), du 22 juin 1943 au 10 juillet 1945.

## Marineoberkommando Norwegen
Le « Commandement maritime Norvège », ou MOK Norwegen, couvrait la zone maritime au large de la Norvège. Au cours de la Seconde Guerre mondiale, après 1943, la zone maritime relevant de ce commandement est passée dans les faits sous le contrôle du Generaladmiral Otto Schniewind.
Pendant la seconde guerre mondiale, trois amiraux se sont succédé :
- Generaladmiral Hermann Boehm - du 1er février 1943 au 3 mars 1943 ;
- Admiral Otto Ciliax, du 4 mars 1943 au 25 avril 1945 ;
- Admiral Theodor Krancke, du 26 avril 1945 au 26 août 1945.

## Marineoberkommando West
Le « Commandement maritime Ouest », ou MOK West a été créé le 20 octobre 1944. Il succède au Marinegruppenkommando West, chargé des opérations dans l'Atlantique. Deux amiraux se sont succédé à sa tête :
- Admiral Theodor Krancke, du 20 octobre 1944 au 18 avril 1945 ;
- Generaladmiral Wilhelm Marschall, du 18 avril 1945 au 6 mai 1945.

## Marineoberkommando Süd
Le "Commandement maritime Sud", ou MOK Süd a été créé le 1er janvier 1945. Depuis que la marine allemande avait évacué la mer Noire et la mer Égée, ce commandement ne comprenait plus que la mer Adriatique. Le siège de l'Oberkommando était basé à Levico, avant son transfert à Carersee, le 27 avril 1945.
Un seul vice-amiral a commandé la zone:
- Vizeadmiral Werner Löwisch (de), 1er janvier 1945- 2 mai 1945.

## Sources
- Hans H. Hildebrand: Die organisatorische Entwicklung der Marine nebst Stellenbesetzung 1848 bis 1945, 3 tomes, Biblio-Verlag, Osnabrück, 2009.